# Tajuria libori
Tajuria libori är en fjärilsart som beskrevs av Ribbe 1926. Tajuria libori ingår i släktet Tajuria och familjen juvelvingar. Inga underarter finns listade i Catalogue of Life.